# Marojejya darianii
Marojejya darianii är en enhjärtbladig växtart som beskrevs av John Dransfield och Natalie Whitford Uhl. Marojejya darianii ingår i släktet Marojejya och familjen Arecaceae. IUCN kategoriserar arten globalt som starkt hotad. Inga underarter finns listade i Catalogue of Life.